# カトマンズ・東京文化通信
カトマンズ・東京文化通信（カトマンズとうきょうぶんかつうしん）は、ネパールの文化的伝統とかずかずの文化遺産を日本に紹介する目的で発足した通信社。
東京の市民有志による長年にわたる草の根の活動を企業化し、2006年、カトマンズと新宿に発足した。
ネパールの世界的な文化資産を、現地に生活する日本人の視点でカトマンズの日々の生活のレポートと平行して文化的な背景を遠景に、連日、動画・音声・静止画など多様な表現を駆使して提供している。
このサイトのコンテンツでの多様な表現のひとつにPodcastがある。メインキャスターによるエッセーは、Web 2.0状況を先取りする試みのひとつとして提供されている。